# Міладжерд
Міладжерд (перс. ميلاجرد, також романізоване як Mīlājerd; також відоме як Melājerd і Mīlājīrd) — місто та столиця округу Міладжерд у повіті Коміджан провінції Марказі в Ірані.